# Фламандское кружево

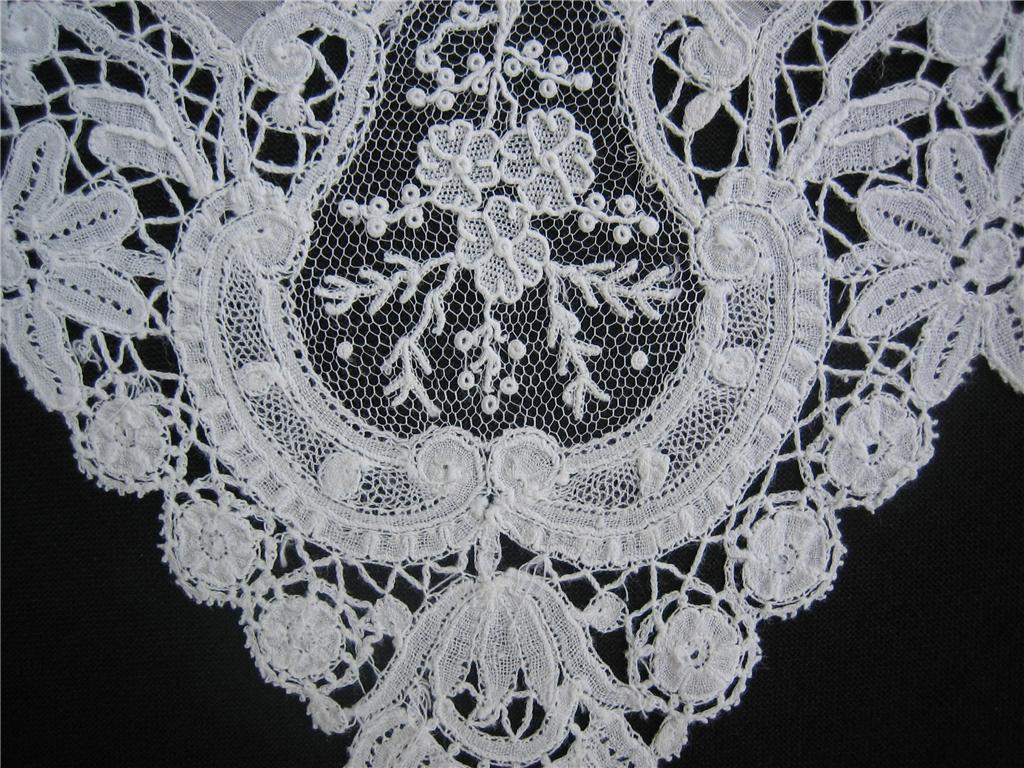
«Дюшесс» XIX века

Фламандское кружево — разновидность кружева, производимого во фламандской части современной Бельгии.

## История
Первые кружева появились в Италии в конце XV — начале XVI века. Веком позже, в конце XVI века искусство кружевоплетения зародилось и в Южных Нидерландах, которые в то время были одним из самых экономически и культурно развитых регионов Европы. Постепенно фламандское кружево прославилось на весь мир, его покупали все царствующие дворы. Особым отличием фламандских кружев являлась необыкновенная тонкость изделий, поскольку фламандцы обладали технологией производства очень тонких нитей.

## Разновидности

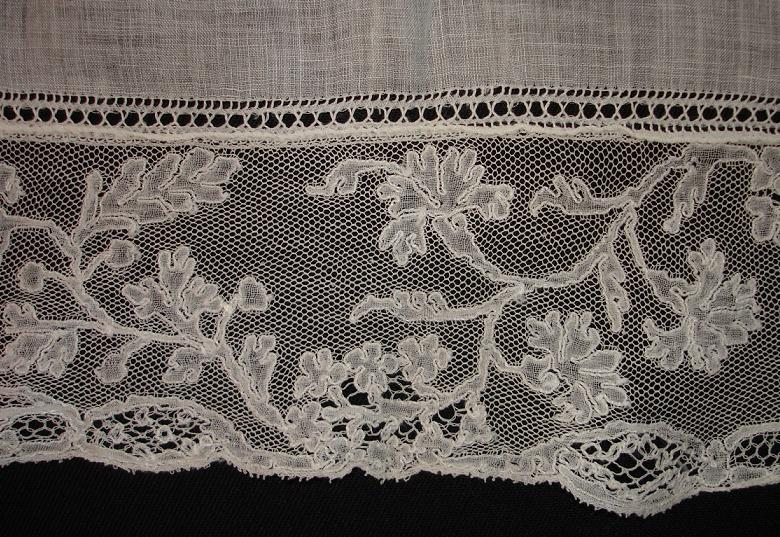
«Малин» XVIII века

### Кружево малин
Кружево типа «малин», или мехельнское кружево, — одно из наиболее известных фламандских кружев. Эта разновидность кружева очень тонкая, типичным для неё считаются цветочные мотивы и фон из мелких шестиугольников. Малин чаще всего использовали для отделки ночных гарнитуров, манжет и пошивки жабо.

### Антверпенское кружево
Для кружева, производимого в Антверпене, типичны мотивы с цветочными вазами с фоном из мелких шестиконечных «звёздочек». Антверпенское кружево схоже с кружевом малин, однако более грубое.

### Брюггское кружево
Основу кружева из города Брюгге составляет непрерывно связанная тесьма, которую соединяют при вязке в причудливый рисунок. Брюггское кружево схоже с вологодским кружевом.

### Брюссельское кружево

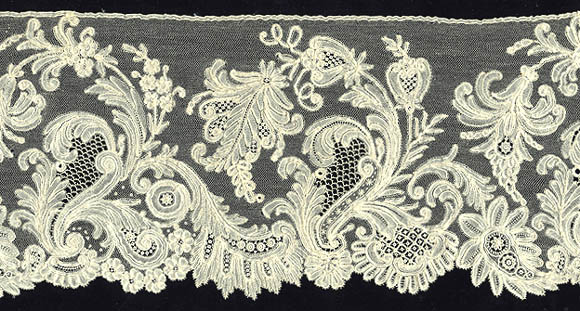
Англетер

Для брюссельского кружева орнаменты выполнялись отдельно друг от друга, а затем соединялись с помощью тюлевого фона. Этот вид кружева считался самым дорогим, даже дороже малина, и пользовался большим спросом за границей. Из-за запрета на ввоз фламандских кружев в Англию, брюссельские кружева ввозили в страну нелегально под видом английских, за счёт чего вторым названием брюссельского кружева является англетер.
Особой разновидностью брюссельского является «дюшесс» кружево, не имеющее фона, в котором орнаменты соединялись непосредственно друг с другом.